# 芙蓉路 (合肥)
芙蓉路，安徽省合肥市的一条东西向干道，得名自黄山风景区三十六大峰之一的芙蓉岭。道路起于南艳湖西岸的观海路，向西北第一次穿越繁华大道后转向西，经习友路、天都路、莲花路、金寨路、宝塔路、翡翠路后转向西南，止于繁华大道正接九龙路，其中宝塔路至文殊路段之上架设有合武铁路桥。沿路有安徽医学高等专科学校芙蓉路校区、合肥怡文中学、合肥市朝霞小学、安徽医科大学第二附属医院等。

## 轨道交通
- █ 3号线：安医大二附院站